# Pseudagrion hamoni
Pseudagrion hamoni là một loài chuồn chuồn kim thuộc họ Coenagrionidae. Loài này có ở Algérie, Bénin, Botswana, Burkina Faso, Cameroon, Cộng hòa Trung Phi, Tchad, Cộng hòa Congo, Bờ Biển Ngà, Ai Cập, Gambia, Ghana, Guinée, Kenya, Libya, Malawi, Mali, Mauritanie, Mozambique, Namibia, Niger, Nigeria, Sénégal, Sierra Leone, Nam Phi, Sudan, Tanzania, Togo, Uganda, Zambia, Zimbabwe, và có thể cả Burundi. Môi trường sống tự nhiên của chúng là rừng ẩm vùng đất thấp nhiệt đới hoặc cận nhiệt đới, vùng cây bụi khô khu vực nhiệt đới hoặc cận nhiệt đới, vùng cây bụi ẩm khu vực nhiệt đới hoặc cận nhiệt đới, và sông ngòi.

## Hình ảnh

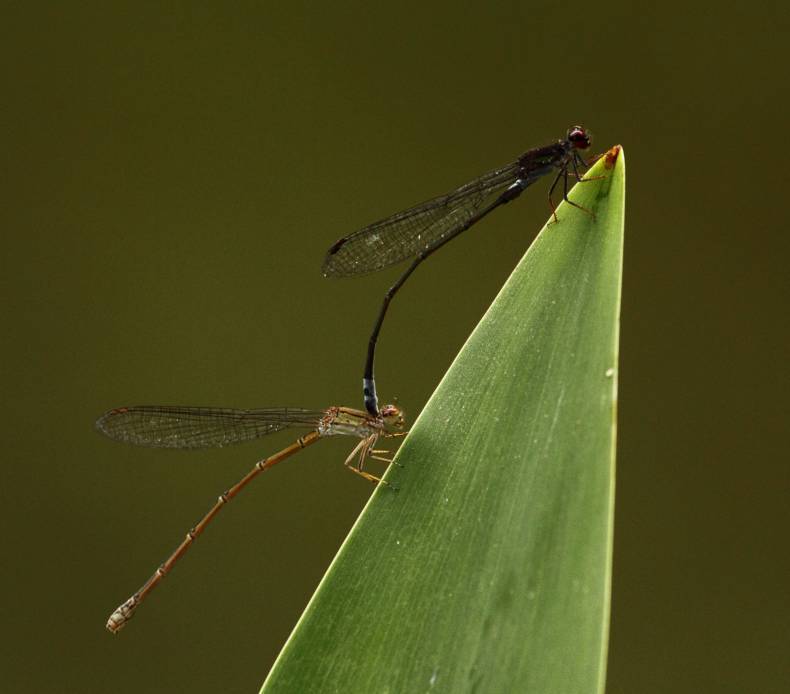